# Freycinetia amboinensis
Freycinetia amboinensis är en enhjärtbladig växtart som beskrevs av Ugolino Martelli. Freycinetia amboinensis ingår i släktet Freycinetia och familjen Pandanaceae. Inga underarter finns listade.